# Oleria hemina
Oleria hemina är en fjärilsart som beskrevs av Fox 1943. Oleria hemina ingår i släktet Oleria och familjen praktfjärilar. Inga underarter finns listade i Catalogue of Life.